# 리브니차강

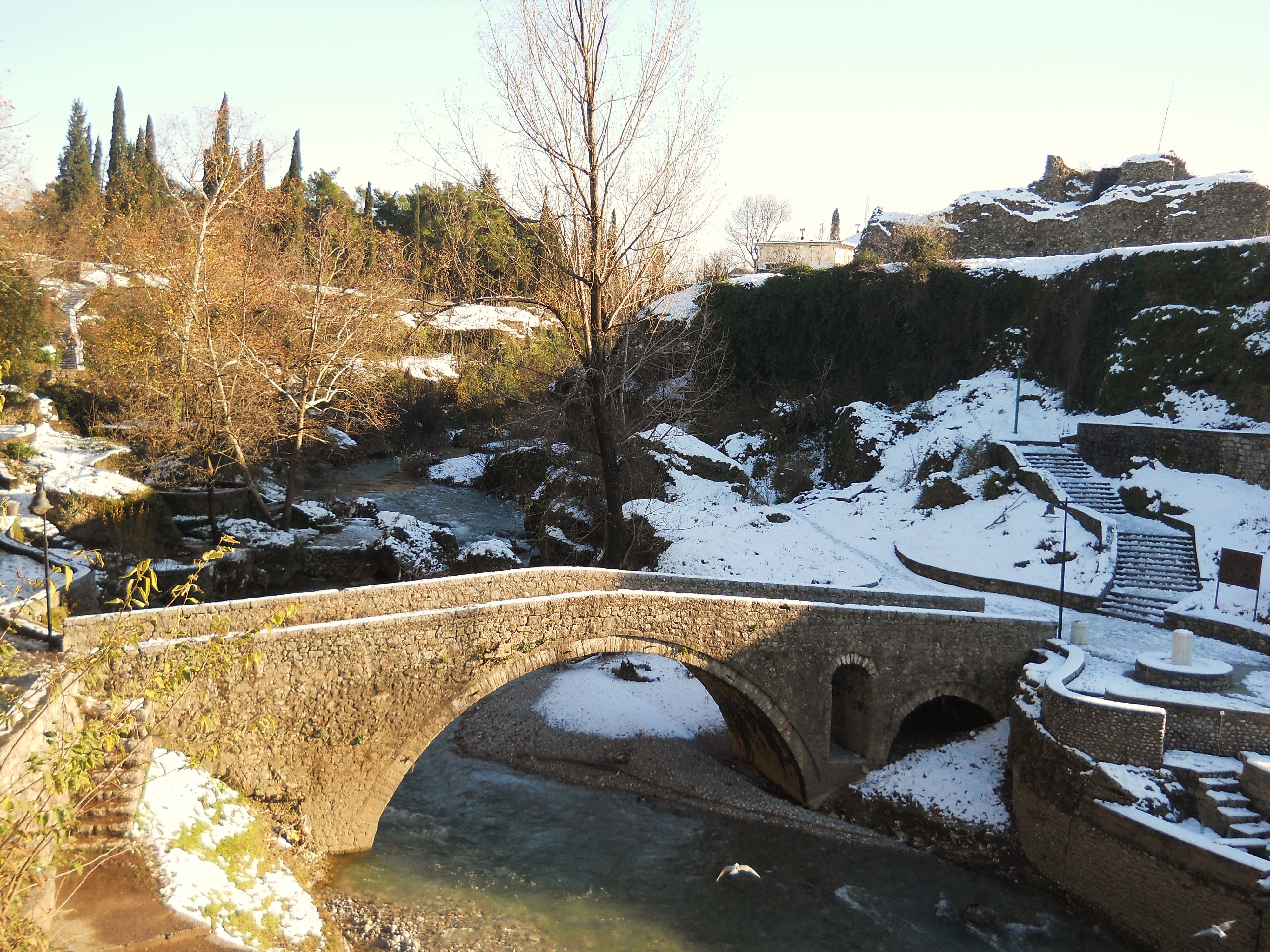
리브니차강

리브니차강(세르비아어: Cyrl Рибница, Ribnica)은 몬테네그로 포드고리차를 흐르는 작은 강이다. 모라차강의 지류이며, 합류 지점은 도심이다. 주로 여름에 마른다.